# Daishiro Yoshimura
Daishiro Yoshimura (16. august 1947 - 1. november 2003) var en japansk fodboldspiller.

## Japans fodboldlandshold
| Japans landshold | Japans landshold | Japans landshold |
| År               | Kmp              | Mål              |
| ---------------- | ---------------- | ---------------- |
| 1970             | 4                | 1                |
| 1971             | 6                | 2                |
| 1972             | 8                | 1                |
| 1973             | 3                | 0                |
| 1974             | 7                | 2                |
| 1975             | 6                | 1                |
| 1976             | 12               | 0                |
| Total            | 46               | 7                |